# Tragfähigkeit (Ökologie)
In der Ökologie ist die Tragfähigkeit die maximale Zahl von Organismen einer Art (Populationsgröße), die in einem Lebensraum für unbegrenzte Zeit existieren können, ohne diesen nachhaltig zu schädigen. Häufig wird die Tragfähigkeit mit der (Umwelt-)Kapazität in Populationsmodellen, die auf der logistischen Gleichung aufbauen, gleichgesetzt. Im englischen heißt der Fachbegriff carrying capacity.

## Definitionen und Begriffsgeschichte
Der Ausdruck wurde zuerst im Rahmen der Wildbiologie verwendet, wo sich seine Verwendung bis ins ausgehende 19. Jahrhundert zurückverfolgen lässt. In modernerem Sinne geht die Verwendung auf den einflussreichen amerikanischen Wildbiologen Aldo Leopold zurück; dieser schreibt in seinem Lehrbuch (1933): „Wenn die maximale Dichte ausgewachsener Individuen einer Art in freier Wildbahn auch in den für sie vorteilhaftetesten Lebensräumen dazu neigt, einen über große Gebiete konstanten maximalen Wert anzunehmen, kann man dieses Maximum den Sättungspunkt für diese Art nennen. Dieser ist verschieden von der Dichte, die in einem bestimmten, weniger vollkommenen Lebensraum tatsächlich erhalten werden kann. Während diese Dichte den Sättigungswert für diesen bestimmten Raum darstellt, ist sie doch offensichtlich variabel und vom Lebensraum abhängig, und sollte, um Verwirrung zu vermeiden, besser als dessen Tragfähigkeit bezeichnet werden. Ein echter Sättigungspunkt ergibt sich dann, wenn zahlreiche weit voneinander entfernte, optimale, Gebiete dieselbe Tragfähigkeit aufweisen. Es sollte beachtet werden, dass während der Sättigungspunkt als eine Eigenschaft der Art erscheint, die Tragfähigkeit eine Eigenschaft des besonderen Lebensraums ist.“
Im Jahr 1953 verwendete der Begründer der modernen Ökosystemforschung, der Ökologe Eugene P. Odum den Ausdruck in seinem Lehrbuch als erster gleichbedeutend mit der Kapazität K im Rahmen der logistischen Gleichung. Die exakte Formulierung ist (je nach Auflage seines Werks etwas unterschiedlich): „Das obere Niveau, über das hinaus kein weiteres Wachstum erfolgen kann und das durch die Konstante K dargestellt wird, ist die obere Asymptote der sigmoiden Kurve und daher treffend als Kapazität (im Original: carrying capacity) bezeichnet worden.“ Durch den großen Einfluss von Odum und seinem Werk wird der Ausdruck seitdem vor allem in diesem Sinne verwendet.
Die Tragfähigkeit, so definiert, ist eine Gleichgewichtsdichte, der eine Population dem Modell gemäß unabhängig von ihrer Ausgangsgröße zustreben würde. Liegt die reale Populationsdichte darunter, wächst die Population durch Geburten oder Einwanderung aus benachbarten Lebensräumen, liegt sie darüber, schrumpft sie durch Todesfälle bzw. Auswanderung. Ist die reale Populationsdichte sehr niedrig, ist ihr Wachstum maximal, diese maximale Wachstumsrate kann als biologische Konstante der Art aufgefasst werden, die nur durch Faktoren wie Fortpflanzungsalter/Generationsdauer, maximale Gelege-/Wurfgröße, maximale Lebensdauer etc. begrenzt wird, diese wird intrinsische Wachstumsrate genannt. Wird die Population größer, wird das Wachstum zunehmend durch äußere Faktoren wie z. B. Nahrungsknappheit begrenzt. Dem Modell nach wirkt diese Begrenzung proportional, d. h. bei einer Verdoppelung doppelt so stark. Schließlich erreicht die Population eine Dichte, bei der der Lebensraum die Zahl der Nachkommen auf ein Maß begrenzt, bei dem die Populationsgröße genau konstant bleibt, d. h. Sterblichkeit und Geburtenrate einander die Waage halten. Wird die Population noch größer, überwiegt die Sterblichkeit. In mathematischer Sprache ausgedrückt, ist das einflussreichste Modell für eine Population mit solchen Eigenschaften die logistische Gleichung (eine mögliche Schreibweise)
{\displaystyle x_{n+1}=r\,x_{n}\,(1-x_{n}/K)}
Die Populationsgröße x zum Zeitpunkt n+1 wird dem Modell gemäß durch die vorherige Populationsgröße, die intrinsische Wachstumsrate r und die erreichte Populationsdichte im Verhältnis zur Gleichgewichtsdichte K bestimmt. Ist die Population größer als K, wird der Klammerterm negativ, wodurch sich eine negative Wachstumsrate ergibt. Bei Wachstum von niedrigen Populationsdichten steigt die Populationsgröße zunächst langsam an (weil nur wenige Individuen da sind, die sich vermehren können), erreicht schließlich einen maximalen Wert und wächst bei Annäherung an K immer langsamer, um bei Erreichen des Werts K nicht mehr weiter anzusteigen. Beim Auftrag der Populationsgröße gegen die Zeit ergibt sich eine s-förmige Kurve, eine sog. Sigmoidfunktion.

### Kritik und Grenzen des Konzepts
Folgt man der Gleichsetzung der Tragfähigkeit mit der Kapazität K im Sinne des logistischen Modells, wird die Definition zunächst präziser. Sie ist dann allerdings von den Eigenschaften des Modells abhängig. Da es inzwischen fraglich erscheint, ob die sigmoide Wachstumskurve dieses Modells die Wirklichkeit halbwegs zutreffend abbilden kann, plädieren einige Ökologen sogar dafür, den Ausdruck Tragfähigkeit/Umweltkapazität ganz fallen zu lassen.
Problematisch ist zunächst, dass das Modell streng deterministisch ist, also zufällige Schwankungen der Umweltbedingungen ausblendet. Damit ist seine Anwendbarkeit begrenzt, wenn z. B. günstige und ungünstige Wetterbedingungen die Tragfähigkeit in aufeinanderfolgenden Jahren dramatisch unterschiedlich erscheinen lassen. Ein weiteres Problem ist, dass sich die glatte, sigmoide Wachstumskurve nur bei niedrigen Werten von r in Verhältnis zu K ergibt. Ist der Faktor r zu groß, schießt die Entwicklung in beide Richtungen über: kleine Populationen wachsen weit über den durch K vorgegebenen Wert hinaus, der anschließende Zusammenbruch (oft infolge von Krankheiten) führt zu Werten, die weit unterhalb davon liegen. Es ergeben sich zunächst Zyklen (Oszillationen), bis das Verhalten mit steigendem r schließlich chaotisch wird (vgl. unter logistische Gleichung). Ist ein solches Modell realistisch, können bereits bei Populationsgrößen weit unterhalb von K Populationszusammenbrüche, letztlich sogar die Zerstörung des Lebensraums, aufgrund der demografischen Zwänge fast unabwendbar sein. Die Kenntnis der Tragfähigkeit wäre dann mit keinem praktischen Nutzen mehr verbunden.

## Tragfähigkeit der Erde
Das ökologische Modell der Tragfähigkeit erreicht eine besondere Dringlichkeit, wenn die betrachtete Art Homo sapiens ist und das betrachtete Biotop die ganze Erde. In diesem Fall ist die Modellvorstellung unmittelbar mit möglichen gesellschaftlichen und politischen Entscheidungen verknüpft, die alle Menschen betreffen können. Die Vorstellung, dass die Größe der Menschheit durch von außen einwirkende, ökologische Faktoren nach oben begrenzt ist, ist zunächst abstrakt einleuchtend. Schwierig ist es allerdings, sich auf die Höhe dieser maximalen Populationsgröße zu einigen. Historisch von besonderer Bedeutung sind dabei auf den englischen Ökonomen Thomas Malthus zurückgehende Überlegungen, der die Größe der Menschheit letztlich als durch Nahrungsmangel limitiert auffasste. Heute geht man meist davon aus, dass auch bei einer zu erwartenden Weltbevölkerung von knapp 10 Milliarden Menschen die Ernährung der Menschheit insgesamt durchaus realistisch möglich sein würde, was aber keinesfalls auf alle Regionen unter allen Bedingungen zutreffen muss.
Das ökologische Modell der Tragfähigkeit wird in seiner in dieser Wissenschaft etablierten Form normalerweise anders definiert, sobald es auf die Menschheit angewandt wird. Während Ökologen die Geburtenrate der von ihnen betrachteten Arten als maximal annehmen, bis sie von äußeren Faktoren begrenzt wird, zeigen historische Erfahrungen, dass sich die menschliche Bevölkerung nicht mit der ihr maximal möglichen Rate vermehrt. Hier legen Bevölkerungswissenschaftler in der Regel das Modell des demografischen Übergangs zugrunde: Dieser Vorstellung nach durchlaufen Gesellschaften mit zunehmendem Wohlstand vier Phasen. In der ersten Phase sind sowohl die Geburtenrate wie auch die Sterblichkeit sehr hoch; die Bevölkerung bleibt aufgrund der hohen Mortalität niedrig. In der zweiten Phase sinkt aufgrund medizinischer Fortschritte, besserer Ernährung und Bildung die Sterblichkeit ab, die Geburtenrate bleibt aber wegen der sozialen Vorteile großer Familien (z. B. Kinderarbeit) zunächst hoch; dies führt zu starkem Wachstum. Schließlich sinkt dem Modell gemäß irgendwann mit zeitlicher Verzögerung auch die Geburtenrate, zumeist dann, wenn Überleben und Lebensstandard der Eltern nicht mehr von ihren Kindern direkt abhängen. In der vierten Phase seien dann Geburten- und Sterberate gleich niedrig, die Bevölkerung bleibt konstant. Ist dieses Modell zutreffend, ist das ökologische Modell der Tragfähigkeit nicht auf menschliche Populationen anwendbar. Der Gleichgewichtszustand K der logistischen Gleichung ergibt sich ja in erster Linie aufgrund der mit steigender Populationsdichte ansteigenden Sterblichkeit (Mortalität), also durch Hunger, Seuchen und innerartliche Aggression (beim Menschen: Krieg). In menschlichen Gesellschaften haben aber gerade diejenigen mit der höchsten Mortalität gleichzeitig das höchste Bevölkerungswachstum.

### Soziale Tragfähigkeit und ökologischer Fußabdruck
Die Menschheit ist wohl nicht in erster Linie daran interessiert, wie viele Menschen auf der Erde existieren könnten, bevor ihre Zahl zwangsläufig durch Hunger, Seuchen und Verteilungskriege wieder dezimiert und begrenzt würde, sondern eher daran, wie hoch ihre Zahl werden darf, damit der größten Zahl von ihnen weiterhin ein menschenwürdiges Dasein möglich bliebe. Es wird deshalb versucht, eine „soziale Tragfähigkeit“ zu definieren, die unterhalb des Limits des nackten Überlebens liegt. Nach einem Modell des Forscherpaares Paul und Anne Ehrlich gemeinsam mit John Holdren ist eher das Produkt aus Bevölkerungsgröße (P), Verbrauchsrate pro Kopf/Wohlstand (A von engl. affluence) und dadurch verursachten Umweltschäden (T) letztlich entscheidend. Aufbauend auf dem PAT-Modell wurde das Konzept des ökologischen Fußabdrucks entwickelt. Die großen Unterschiede bei der Bestimmung der Tragfähigkeit der Erde sind vor allem begründet in den unterschiedlichen Annahmen bei der Frage, wie wir leben sollten (Lebensstandards (Lebensstil, ökologischer Fußabdruck)):

#### Tragfähigkeit = nutzbare Oberfläche der Erde / Lebensstandard als ökologischer Fußabdruck
Die biologisch, produktive Oberfläche der Erde (Biokapazität) war 2014 1,68 gHa (globale Hektar pro Person), der ökologische Fußabdruck 2,84 gHa. Geht man davon aus, dass es langfristig nicht funktionieren kann, wenn ständig mehr natürliche Ressourcen (ökologischer Fußabdruck) verbraucht werden als nachwachsen (Biokapazität), lässt sich die Anzahl der Bevölkerung, bei der die Biokapazität und der ökologische Fußabdruck ausgeglichen sind, wie folgt berechnen (ohne Berücksichtigung unterschiedlichster Lebensstandards):
Bevölkerung mit ausgeglichener Ökobilanz bei aktueller Biokapazität = aktuelle Weltbevölkerung x Biokapazität / ökologischer Fußabdruck = 7,63 Mrd. (Stand Oktober 2018) × 1,68 gHa / 2,84 gHa = 4,51 Milliarden Menschen. Die verwendete Biokakazität von 1,68 gHa erfüllt nicht die Anforderung der Nachhaltigkeit. Sie ist erkauft mit den Nachteilen der intensiven Landwirtschaft von 2018, wie z. B. der chemischen Überdüngung, dem Einsatz von Insektiziden und Herbiziden usw. 
Wird berücksichtigt, dass die Biokapazität in globalen Hektar pro Person im gleichen Verhältnis steigt, wie die Bevölkerung sinkt, ergeben sich (4,51 + 7,57) / 2 = 6,04 Milliarden Menschen, die unter den aktuellen Bedingungen langfristig und nachhaltig auf der Erde leben können. Auch dieses Ergebnis beruht auf den obigen Mangel.
Doch soll und kann diese Zahl erreicht werden? Die politische Brisanz wird in widersprüchlichen Menschenrechten deutlich: Mit der „Allgemeinen Erklärung der Menschenrechte“ haben die Vereinten Nationen in Artikel 25 einerseits festgeschrieben:
Jeder hat das Recht auf einen Lebensstandard, der seine und seiner Familie Gesundheit und Wohl gewährleistet, ...
Andererseits gilt für die Familienplanung als Menschenrecht nach der von der Internationalen Menschenrechtskonferenz von Teheran am 13. Mai 1968 verabschiedeten Proklamation von Teheran, die in den Aktionsprogrammen der Weltbevölkerungskonferenzen von 1974 (Bukarest), 1984 (Mexiko-Stadt) und 1994 (Kairo) bekräftigt wurde:
Jedem Paar wird das Grundrecht zugestanden, frei und verantwortlich über die Zahl seiner Kinder und den zeitlichen Abstand der Geburten zu entscheiden.

### Schätzungen der Tragfähigkeit der Erde
Entweder ausgehend von begrenzenden Faktoren wie Nahrungsknappheit oder in Fortschreibung vergangener Trends haben zahlreiche Forscher versucht, die Tragfähigkeit der Erde für die menschliche Population zu ermitteln. Die höchste jemals angegebene Schätzung des britischen Arztes J.H.Fremlin von 1964 hielt 60 Billiarden (6 × 1016) Menschen für das theoretische Maximum, was er aus einer physikalischen Größe, der Wärmeabstrahlung der Erde in den Weltraum, ableitete. Die Dichte von etwa 120 Menschen pro Quadratmeter solle durch Umbau des Planeten zu einem mehrstöckigen Gebäude erreichbar werden. Gelegentliche Reisen „über einige Hundert Meter“ blieben demnach möglich. Es ist nicht bekannt, ob Fremlin den Beitrag ernst gemeint hat.
Das erste Gebot der Georgia Guidestones (1980) lautet: „Halte die Menschheit unter 500 Millionen in fortwährendem Gleichgewicht mit der Natur.“
Gorbatschow, Gründer des Internationalen Grünen Kreuzes selbst erklärt die ökologische Krise als eine Bevölkerungskrise und fordert eine Reduzierung der Weltbevölkerung um 90 Prozent.
Der National Strategy for a Sustainable America (Der Rat des Präsidenten für nachhaltige Entwicklung), ein Expertengremium, das den US-Präsidenten Bill Clinton zwischen 1993 und 1999 beriet, kam 1996 als Antwort auf den Erdgipfel in Rio de Janeiro (1992) zu dem Schluss, dass die Weltbevölkerung 500 Millionen Menschen nicht überschreiten sollte.
Die Biodiversitätskonvention als das weltweit umfassendste Übereinkommen im Bereich des Naturschutzes und der Entwicklungspolitik umfassend die Artenvielfalt, genetische Vielfalt und die Vielfalt der Ökosysteme enthält allerdings keine zahlenmäßigen Angaben zur Tragfähigkeit der Erde.
Die meisten publizierten Schätzungen zur Tragfähigkeit liegen in einem Wertebereich etwa zwischen 1 und 12 Milliarden Menschen und damit in einer Größenordnung, die die Menschheit überschritten hat bzw. in naher Zukunft erreichen wird. Die Grundlagen aller dieser Schätzungen sind allerdings nicht sehr belastbar.